# Pedaliodes phrasina
Pedaliodes phrasina är en fjärilsart som beskrevs av Otto Staudinger 1897. Pedaliodes phrasina ingår i släktet Pedaliodes och familjen praktfjärilar. Inga underarter finns listade i Catalogue of Life.